# 蘇爾茨科格爾山 (赫倫格山)
47°49′02″N 13°36′40″E / 47.81733°N 13.61114°E
蘇爾茨科格爾山（德語：Sulzkogel），是奧地利的山峰，位於該國北部，由上奧地利州負責管轄，屬於赫倫格山的一部分，海拔高度1,523米，每年平均降雨量1,801毫米。